# Luchthaven Lewa
Luchthaven Lewa (IATA: N/A, ICAO: N/A) is een luchthaven in het Lewa Downs reservaat, Kenia.

## Luchtvaartmaatschappijen en bestemmingen
- Airkenya Express - Nairobi-Wilson